# Le Seigneur de l'aventure
Pour plus de détails, voir Fiche technique et Distribution.
Le Seigneur de l'aventure (The Virgin Queen) est un film américain réalisé par Henry Koster, sorti en 1955.

## Fiche technique
- Titre : Le Seigneur de l'aventure
- Titre original : The Virgin Queen
- Réalisation : Henry Koster
- Scénario : Harry Brown et Mildred Lord d'après l'histoire "Sir Walter Raleigh" de Harry Brown
- Production : Charles Brackett
- Société de production : Twentieth Century Fox
- Photographie : Charles G. Clarke
- Montage : Robert L. Simpson
- Musique : Franz Waxman
- Direction artistique : Leland Fuller et Lyle R. Wheeler
- Décorateur de plateau : Paul S. Fox et Walter M. Scott
- Costumes : Charles Le Maire et Mary Wills
- Pays d'origine : États-Unis
- Format : Couleur (DeLuxe) - Son : 4-Track Stereo (Western Electric Recording)
- Genre : Film historique
- Durée : 92 minutes
- Dates de sortie :
  - États-Unis : 22 juillet 1955
  - France : 9 décembre 1955 (Paris)
- Affiche : Boris Grinsson (France)

## Distribution
- Bette Davis (V.F : Marie Francey)  : Élisabeth Ire d'Angleterre
- Richard Todd  (V.F : Marc Cassot) : Sir Walter Raleigh
- Joan Collins  (V.F : Sylvie Deniau) : Beth Throgmorton
- Jay Robinson  (V.F : Rene Beriard)  : Chadwick
- Herbert Marshall  (V.F : Richard Francoeur)  : Lord Leicester
- Dan O'Herlihy : Lord Derry
- Robert Douglas  (V.F : Jacques Erwin) : Sir Christopher Hatton
- Romney Brent (V.F : Raymond Rognoni)  : L'ambassadeur français
- Leslie Parrish : Anne
- Lisa Daniels : Mary
- Barry Bernard  (V.F : Pierre Morin)   :Le borgne
- Terence de Marney (V.F : Gérard Férat)   :L'archevêque